# Texas (Velbert)

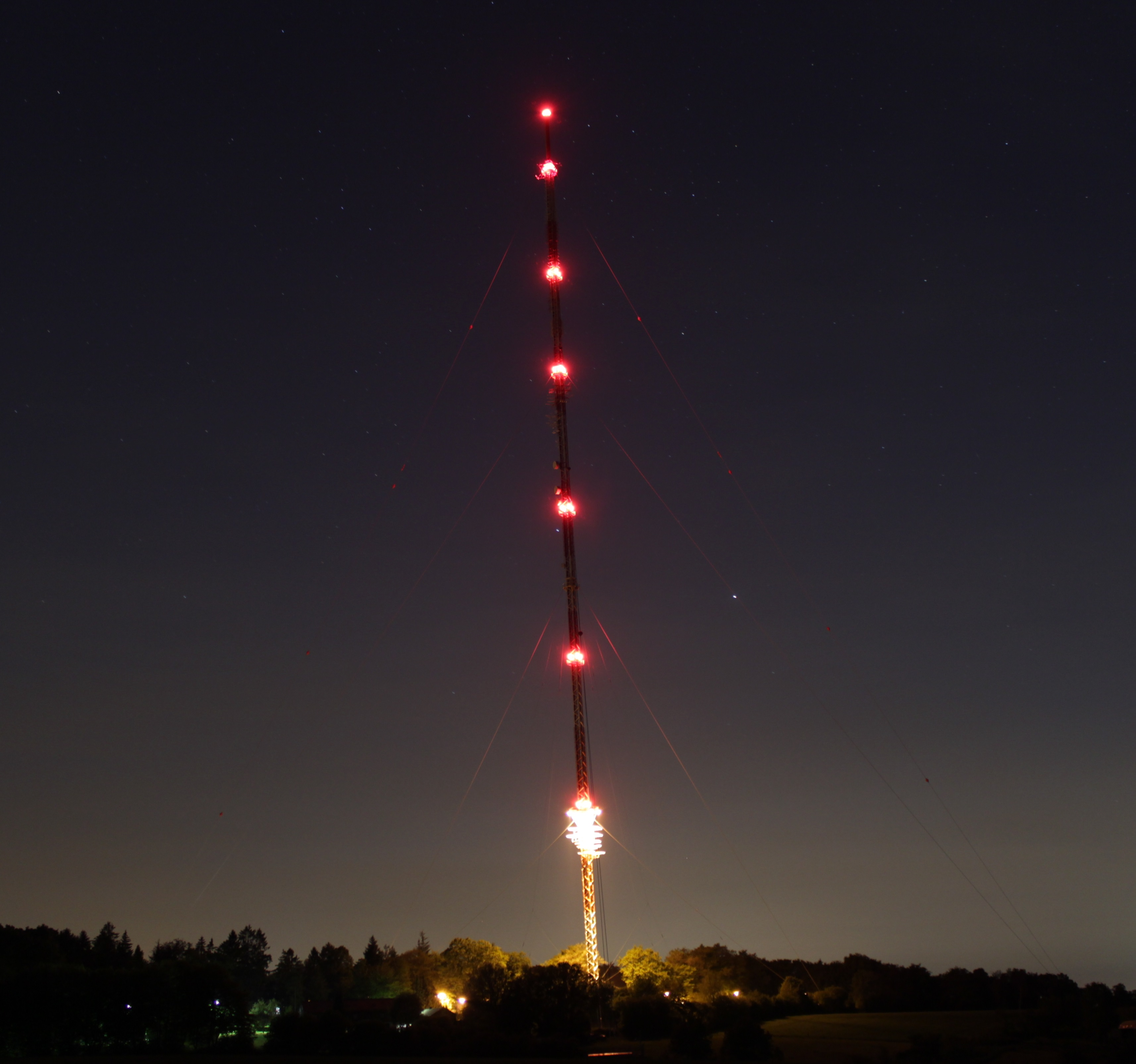
Sender Langenberg

Texas ist ein Ortsteil im Stadtbezirk Langenberg der nordrhein-westfälischen Stadt Velbert.
Der Ortsteil liegt in einem Waldgebiet und hat etwa 30 Einwohner. Der Sender Langenberg befindet sich in unmittelbarer Nähe.
Der Ursprung des Namens lässt sich trotz mehrerer anekdotischer Erzählungen nicht mit Sicherheit eruieren. Sehr wahrscheinlich ist der Name abgeleitet vom gleichnamigen amerikanischen Staat Texas.